# Портрет графини А. С. Протасовой с племянницами
«Портрет графини А. С. Протасовой с племянницами» — картина австрийской художницы Ангелики Кауфман из собрания Государственного Эрмитажа.
Картина является портретом графини Анны Степановны Протасовой в окружении дочерей своего брата П. С. Протасова; они изображены сидящими на каменной скамье в парке.
Анна Степановна Протасова (1745—1826) — дочь действительного статского советника сенатора Степана Фёдоровича Протасова, доверенная фрейлина императрицы Екатерины II и её ближайшая подруга. Справа на груди Протасовой фрейлинский бант из Андреевской ленты с бриллиантовым портретом-медальоном императрицы Екатерины II, свидетельствующий что к моменту написания картины она уже была кавалерственной статс-дамой. Вокруг неё изображены дочери её брата калужского наместника и сенатора, генерал-поручика Петра Степановича Протасова, жившие вместе с ней в Зимнем дворце и также впоследствии являвшиеся фрейлинами.
- Александра Петровна (1774—1842) — замужем за тайным советником князем Алексеем Андреевичем Голицыным;
- Варвара Петровна (1788—1852) — замужем не была (её дата рождения вступает в противоречие с датой написания портрета, поскольку к моменту создания портрета она была ещё младенцем, но самая младшая изображённая девочка выглядит лет на пять);
- Екатерина Петровна (1776—1859) — замужем за Московским генерал-губернатором графом Фёдором Васильевичем Ростопчиным;
- Вера Петровна (1780 или 1777—1814, по другим данным 1847) — замужем за генерал-лейтенантом графом Илларионом Васильевичем Васильчиковым;
- Анна Петровна (1778 или 1782[4]—29.11.1860[5]) — замужем за графом Варфоломеем Васильевичем Толстым.

Картина написана в Риме в 1788 году по заказу князя Н. Б. Юсупова, который прислал Кауфман шесть полуфигурных изображений для создания группового портрета — об этом писала сама Кауфман в своём «Журнале заказов». Неизвестно, делал ли Юсупов этот заказ для себя или для императрицы. Также не установлено, когда он поступил в Эрмитаж, однако по описи 1797 года портрет уже числится в эрмитажном собрании.
По свидетельству современников, художница значительно приукрасила внешность Протасовой: «Мадемуазель Протасова была отталкивающе-безобразна, черна, бородата и весьма смешила величественностью вида своего». Сам не отличавшийся красотой граф А. И. Морков отказался от брака с ней, сказав: «Она дурна, я дурен, что же мы с нею будем только безобразить род людской».
В конце 1791 года с картины была снята гравюра работы Джеймса Уокера и в начале следующего года опубликована, на гравюре указана дата 1 января 1792 года.
По духовному завещанию Анны Степановны Протасовой, составленному 17 [5] февраля 1826, портрет унаследовал Илларион Илларионович Васильчиков, сын Веры Петровны Протасовой. В 1870, 1887 и 1909 годах картина значилась принадлежащей сыну Иллариона Илларионовича князю С. И. Васильчикову; неизвестно, при каких обстоятельствах она покинула Эрмитаж, а также каким образом и когда она туда вернулась.